# Osttimoresische Alpine Skimeisterschaft 2018
Die offene Osttimoresische Alpine Skimeisterschaft 2018 fand am 12. und 13. März 2018 im italienischen Santa Caterina Valfurva statt und war Teil des offiziellen Rennkalenders der Fédération Internationale de Ski. Es waren die zweiten Meisterschaften Osttimors in einer Wintersportart. Organisator war die Federação de Ski de Timor-Leste (FSTL).

## Übersicht
Erstmals wurden bei den osttimoresischen Skimeisterschaften auch Rennen für Frauen ausgetragen. Teilnehmer aus Osttimor war, wie bereits 2017, nur Yohan Goutt Goncalves, der einzige bisherige Winterolympionike des Landes. Die restlichen Starter waren aus unterschiedlichen Ländern aus Europa, Asien und Australien. Ausgetragen wurden Wettbewerbe in Slalom und Riesenslalom, sowohl für Männer, als auch erstmals für Frauen, für die Nationale Meisterschaft und die Nationale Jugendmeisterschaft.

## Ergebnisse der Landesmeisterschaften

### Slalom der Frauen
| Platz | Name                                       | Zeit 1. Lauf             | Zeit 2. Lauf             | Zeit gesamt              |
| ----- | ------------------------------------------ | ------------------------ | ------------------------ | ------------------------ |
| 01    | Marika Mascherona ( Italien)               | 0:45,94 min              | 0:44,50 min              | 1:30,44 min              |
| 02    | Carolina Pozzi ( Italien)                  | 0:47,38 min              | 0:44,12 min              | 1:31,50 min              |
| 03    | Valentina Mayr ( Österreich)               | 0:47,74 min              | 0:45,75 min              | 1:33,49 min              |
| 04    | Barbara Begnis ( Italien)                  | 0:49,50 min              | 0:46,02 min              | 1:35,52 min              |
| 05    | Zali Offord ( Australien)                  | 0:50,47 min              | 0:45,07 min              | 1:35,54 min              |
| 06    | Erika Bonati ( Italien)                    | 0:48,53 min              | 0:47,02 min              | 1:35,55 min              |
| 07    | Giulia Ghislandi ( Italien)                | 0:50,02 min              | 0:45,79 min              | 1:35,81 min              |
| 08    | Olivia Ward ( Vereinigtes Königreich)      | 0:51,02 min              | 0:44,86 min              | 1:35,88 min              |
| 09    | Zuzana Jakubcova ( Slowakei)               | 0:49,86 min              | 0:46,06 min              | 1:35,92 min              |
| 10    | Sarah Woodward ( Vereinigtes Königreich)   | 0:50,37 min              | 0:45,68 min              | 1:36,05 min              |
| 11    | Lisa Rodari ( Italien)                     | 0:50,09 min              | 0:45,98 min              | 1:36,07 min              |
| 12    | Jenny Meraldi ( Italien)                   | 0:50,19 min              | 0:45,91 min              | 1:36,10 min              |
| 13    | Sabrina Gualdi ( Italien)                  | 0:49,48 min              | 0:46,78 min              | 1:36,26 min              |
| 14    | Sofia Furli ( Italien)                     | 0:50,33 min              | 0:46,02 min              | 1:36,35 min              |
| 15    | Viola Sertorelli ( Italien)                | 0:50,25 min              | 0:46,93 min              | 1:37,18 min              |
| 16    | Costanza Carozzi ( Italien)                | 0:50,89 min              | 0:46,58 min              | 1:37,47 min              |
| 17    | Anna Enholm ( Finnland)                    | 0:52,31 min              | 0:48,34 min              | 1:40,65 min              |
| 18    | Benedetta Sosio ( Italien)                 | 0:53,42 min              | 0:48,45 min              | 1:41,87 min              |
| -     | Nicole Omassi ( Italien)                   | 0:52,78 min              | ausgeschieden im 2. Lauf | ausgeschieden im 2. Lauf |
| -     | Veronica Olivieri ( Italien)               | 0:47,46 min              | ausgeschieden im 2. Lauf | ausgeschieden im 2. Lauf |
| -     | Jessica Anderson ( Vereinigtes Königreich) | ausgeschieden im 1. Lauf | ausgeschieden im 1. Lauf | ausgeschieden im 1. Lauf |
| -     | Lise Anette Vaher ( Estland)               | nicht gestartet          | nicht gestartet          | nicht gestartet          |

### Slalom der Männer
| Platz | Name                                           | Zeit 1. Lauf             | Zeit 2. Lauf               | Zeit gesamt                |
| ----- | ---------------------------------------------- | ------------------------ | -------------------------- | -------------------------- |
| 01    | Tormis Laine ( Estland)                        | 0:45,05 min              | 0:42,30 min                | 1:27,35 min                |
| 02    | Seigo Katō ( Japan)                            | 0:45,62 min              | 0:42,04 min                | 1:27,66 min                |
| 03    | Niklas Jarvikare ( Finnland)                   | 0:44,79 min              | 0:43,54 min                | 1:28,33 min                |
| 04    | Adrien Masson ( Frankreich)                    | 0:45,85 min              | 0:42,77 min                | 1:28,62 min                |
| 05    | Gonzalo Viou ( Spanien)                        | 0:45,52 min              | 0:43,38 min                | 1:28,90 min                |
| 06    | Matteo Bendotti ( Italien)                     | 0:45,36 min              | 0:43,59 min                | 1:28,95 min                |
| 07    | Saku Aho ( Finnland)                           | 0:46,39 min              | 0:42,63 min                | 1:29,02 min                |
| 08    | Benjamin Szollos ( Israel)                     | 0:45,91 min              | 0:43,11 min                | 1:29,02 min                |
| 09    | Ibai Lincacisoro ( Spanien)                    | 0:45,98 min              | 0:43,11 min                | 1:29,09 min                |
| 10    | Alec Scott ( Australien)                       | 0:46,47 min              | 0:42,67 min                | 1:29,14 min                |
| 11    | Filippo Della Vite ( Italien)                  | 0:46,64 min              | 0:42,79 min                | 1:29,43 min                |
| 12    | Juri Staffler ( Italien)                       | 0:47,08 min              | 0:42,55 min                | 1:29,63 min                |
| 13    | Alessandro Salini ( Italien)                   | 0:47,06 min              | 0:43,03 min                | 1:30,09 min                |
| 14    | Sebastiano Scuri ( Italien)                    | 0:47,16 min              | 0:43,01 min                | 1:30,17 min                |
| 15    | Alessandro Pizio ( Italien)                    | 0:46,39 min              | 0:43,80 min                | 1:30,19 min                |
| 16    | Sandro Wiggenhauser ( Schweiz)                 | 0:47,37 min              | 0:43,25 min                | 1:30,62 min                |
| 17    | Tommaso Canclini ( Italien)                    | 0:47,25 min              | 0:43,49 min                | 1:30,74 min                |
| 18    | Federico Gurini ( Italien)                     | 0:48,05 min              | 0:42,97 min                | 1:31,02 min                |
| 18    | Andrej Drukarov ( Litauen)                     | 0:47,78 min              | 0:43,24 min                | 1:31,02 min                |
| 20    | Jan Jakubco ( Slowakei)                        | 0:48,25 min              | 0:43,00 min                | 1:31,25 min                |
| 20    | Nicola Moretti ( Italien)                      | 0:47,35 min              | 0:43,90 min                | 1:31,25 min                |
| 22    | Robert Trebilcock ( Vereinigtes Königreich)    | 0:46,97 min              | 0:44,38 min                | 1:31,35 min                |
| 23    | Giacomo Bertini ( Italien)                     | 0:48,33 min              | 0:43,20 min                | 1:31,53 min                |
| 24    | Angus Wills ( Vereinigtes Königreich)          | 0:47,92 min              | 0:43,62 min                | 1:31,54 min                |
| 24    | Rokas Zaveckas ( Litauen)                      | 0:47,61 min              | 0:43,93 min                | 1:31,54 min                |
| 26    | Robin Thuerig ( Schweiz)                       | 0:48,07 min              | 0:44,07 min                | 1:32,14 min                |
| 27    | Matteo Piazza ( Schweiz)                       | 0:47,88 min              | 0:44,28 min                | 1:32,16 min                |
| 28    | Jan Rechtenberg ( Tschechien)                  | 0:48,83 min              | 0:44,01 min                | 1:32,84 min                |
| 29    | Samuel Todd-Saunders ( Vereinigtes Königreich) | 0:48,78 min              | 0:44,72 min                | 1:33,50 min                |
| 30    | Thomas Cherry ( Vereinigtes Königreich)        | 0:48,52 min              | 0:44,99 min                | 1:33,51 min                |
| 31    | Simone da Prada ( Italien)                     | 0:49,52 min              | 0:44,86 min                | 1:34,38 min                |
| 32    | Giorgio Princiotta ( Italien)                  | 0:48,65 min              | 0:46,15 min                | 1:34,80 min                |
| 33    | Nicolo Moretto ( Italien)                      | 0:49,29 min              | 0:46,58 min                | 1:35,87 min                |
| 34    | Mathieu Avent ( Vereinigtes Königreich)        | 0:49,91 min              | 0:46,05 min                | 1:35,96 min                |
| 35    | Dino Tanghetti ( Italien)                      | 0:46,39 min              | 0:50,61 min                | 1:37,00 min                |
| 36    | Yohan Goutt Goncalves ( Osttimor)              | 0:52,13 min              | 0:48,97 min                | 1:41,10 min                |
| 37    | Aleix Linse ( Niederlande)                     | 0:51,80 min              | 0:51,17 min                | 1:42,97 min                |
| 38    | Alfred Wenk ( Australien)                      | 0:53,87 min              | 0:50,19 min                | 1:44,06 min                |
| -     | Enric Parellada ( Spanien)                     | 0:50,22 min              | ausgeschieden im 2. Lauf   | ausgeschieden im 2. Lauf   |
| -     | Albino Cantoni ( Italien)                      | 0:48,40 min              | ausgeschieden im 2. Lauf   | ausgeschieden im 2. Lauf   |
| -     | Alberto Noris ( Italien)                       | 0:47,17 min              | ausgeschieden im 2. Lauf   | ausgeschieden im 2. Lauf   |
| -     | Paolo Gatta ( Italien)                         | 0:49,54 min              | ausgeschieden im 2. Lauf   | ausgeschieden im 2. Lauf   |
| -     | Luca Ruschetta ( Italien)                      | 0:48,81 min              | nicht gestartet im 2. Lauf | nicht gestartet im 2. Lauf |
| -     | Teddy Takki ( Finnland)                        | 0:45,44 min              | nicht gestartet im 2. Lauf | nicht gestartet im 2. Lauf |
| -     | Nathan Breese ( Vereinigtes Königreich)        | ausgeschieden im 1. Lauf | ausgeschieden im 1. Lauf   | ausgeschieden im 1. Lauf   |
| -     | Charles Rankin ( Vereinigtes Königreich)       | ausgeschieden im 1. Lauf | ausgeschieden im 1. Lauf   | ausgeschieden im 1. Lauf   |
| -     | Mauro Salvi ( Italien)                         | ausgeschieden im 1. Lauf | ausgeschieden im 1. Lauf   | ausgeschieden im 1. Lauf   |
| -     | Nicolo Rodigari ( Italien)                     | ausgeschieden im 1. Lauf | ausgeschieden im 1. Lauf   | ausgeschieden im 1. Lauf   |
| -     | Henrik Jarvikare ( Finnland)                   | ausgeschieden im 1. Lauf | ausgeschieden im 1. Lauf   | ausgeschieden im 1. Lauf   |
| -     | Miikka Mankinen ( Finnland)                    | ausgeschieden im 1. Lauf | ausgeschieden im 1. Lauf   | ausgeschieden im 1. Lauf   |

### Riesenslalom der Frauen
| Platz | Name                                       | Zeit 1. Lauf             | Zeit 2. Lauf             | Zeit gesamt              |
| ----- | ------------------------------------------ | ------------------------ | ------------------------ | ------------------------ |
| 01    | Marika Mascherona ( Italien)               | 1:08,07 min              | 1:05,90 min              | 2:13,97 min              |
| 02    | Veronica Olivieri ( Italien)               | 1:09,24 min              | 1:06,68 min              | 2:15,92: min             |
| 03    | Julia Eder ( Österreich)                   | 1:09,22 min              | 1:06,73 min              | 2:15,95 min              |
| 04    | Valentina Mayr ( Italien)                  | 1:08,30 min              | 1:07,66 min              | 2:15,96 min              |
| 05    | Jenny Meraldi ( Italien)                   | 1:10,07 min              | 1:07,05 min              | 2:17,12 min              |
| 06    | Sabrina Gualdi ( Italien)                  | 1:09,81 min              | 1:07,40 min              | 2:17,21 min              |
| 07    | Giulia Ghislandi ( Italien)                | 1:09,64 min              | 1:07,85 min              | 2:17,49 min              |
| 08    | Viola Sertorelli ( Italien)                | 1:10,40 min              | 1:07,24 min              | 2:17,64 min              |
| 09    | Vittoria Villa ( Italien)                  | 1:10,03 min              | 1:08,28 min              | 2:18,31 min              |
| 10    | Lisa Rodari ( Italien)                     | 1:08,79 min              | 1:10,92 min              | 2:19,71 min              |
| 11    | Sofia Furli ( Italien)                     | 1:12,25 min              | 1:07,80 min              | 2:20,05 min              |
| 12    | Olivia Ward ( Vereinigtes Königreich)      | 1:12,42 min              | 1:21,31 min              | 2:21,31 min              |
| 13    | Zuzana Jakubcova ( Slowakei)               | 1:13,87 min              | 1:09,16 min              | 2:23,03 min              |
| 14    | Nicole Omassi ( Italien)                   | 1:15,60 min              | 1:10,30 min              | 2:25,90 min              |
| 15    | Melissa Rodigari ( Italien)                | 1:14,82 min              | 1:11,89 min              | 2:26,71 min              |
| 16    | Erika Bonati ( Italien)                    | 1:15,21 min              | 1:12,72 min              | 2:27,93 min              |
| 17    | Lisa Anette Vaher ( Estland)               | 1:17,21 min              | 1:12,20 min              | 2:29,41 min              |
| 18    | Anna Enholm ( Finnland)                    | 1:16,43 min              | 1:13,44 min              | 2:29,87 min              |
| -     | Barbara Begnis ( Italien)                  | 1:15,13 min              | ausgeschieden im 2. Lauf | ausgeschieden im 2. Lauf |
| -     | Nicole Piller ( Italien)                   | 1:10,71 min              | ausgeschieden im 2. Lauf | ausgeschieden im 2. Lauf |
| -     | Sarah Woodward ( Vereinigtes Königreich)   | ausgeschieden im 1. Lauf | ausgeschieden im 1. Lauf | ausgeschieden im 1. Lauf |
| -     | Jessica Anderson ( Vereinigtes Königreich) | ausgeschieden im 1. Lauf | ausgeschieden im 1. Lauf | ausgeschieden im 1. Lauf |
| -     | Zali Offord ( Australien)                  | ausgeschieden im 1. Lauf | ausgeschieden im 1. Lauf | ausgeschieden im 1. Lauf |
| -     | Francesca Mercaldo ( Italien)              | nicht gestartet          | nicht gestartet          | nicht gestartet          |

### Riesenslalom der Männer
| Platz | Name                                           | Zeit 1. Lauf             | Zeit 2. Lauf             | Zeit gesamt              |
| ----- | ---------------------------------------------- | ------------------------ | ------------------------ | ------------------------ |
| 01    | Tommaso Canclini ( Italien)                    | 1:05,78 min              | 1:03,28 min              | 2:09,06 min              |
| 02    | Matteo Bendotti ( Italien)                     | 1:05,84 min              | 1:03,34 min              | 2:09,27 min              |
| 03    | Tormis Laine ( Estland)                        | 1:06,05 min              | 1:03,22 min              | 2:09,27 min              |
| 04    | Ibai Linacisoro ( Spanien)                     | 1:05,84 min              | 1:03,56 min              | 2:09,40 min              |
| 05    | Alessandro Pozzi ( Italien)                    | 1:06,02 min              | 1:03,67 min              | 2:09,69 min              |
| 06    | Pietro Zazzi ( Italien)                        | 1:05,93 min              | 1:03,77 min              | 2:09,70 min              |
| 07    | Alessandro Pizio ( Italien)                    | 1:05,75 min              | 1:04,32 min              | 2:10,07 min              |
| 08    | Marco Furli ( Italien)                         | 1:06,30 min              | 1:03,80 min              | 2:10,10 min              |
| 09    | Seigo Katō ( Japan)                            | 1:05,64 min              | 1:04,50 min              | 2:10,14 min              |
| 10    | Gonzalo Viou ( Spanien)                        | 1:06,19 min              | 1:04,01 min              | 2:10,20 min              |
| 11    | Filippo Della Vite ( Italien)                  | 1:05,82 min              | 1:04,45 min              | 2:10,27 min              |
| 12    | Albino Cantoni ( Italien)                      | 1:06,62 min              | 1:03,92 min              | 2:10,54 min              |
| 13    | Alec Scott ( Australien)                       | 1:06,90 min              | 1:03,79 min              | 2:10,69 min              |
| 14    | Enric Parellada ( Spanien)                     | 1:07,12 min              | 1:03,63 min              | 2:10,75 min              |
| 15    | Emir Lokmić ( Bosnien und Herzegowina)         | 1:06,88 min              | 1:03,96 min              | 2:10,84 min              |
| 16    | Federico Gurini ( Italien)                     | 1:06,91 min              | 1:04,10 min              | 2:11,01 min              |
| 17    | Simone da Prada ( Italien)                     | 1:07,07 min              | 1:04,26 min              | 2:11,33 min              |
| 18    | Giorgio Princiotta ( Italien)                  | 1:07,40 min              | 1:04,11 min              | 2:11,51 min              |
| 19    | Nicola Moretti ( Italien)                      | 1:07,18 min              | 1:04,34 min              | 2:11,52 min              |
| 20    | Miika Mankinen ( Finnland)                     | 1:07,49 min              | 1:04,19 min              | 2:11,68 min              |
| 21    | Benjamin Szollos ( Israel)                     | 1:07,58 min              | 1:04,33 min              | 2:11,91 min              |
| 22    | Sandro Wiggenhauser ( Schweiz)                 | 1:07,12 min              | 1:05,17 min              | 2:12,29 min              |
| 23    | Andrej Drukarov ( Litauen)                     | 1:06,86 min              | 1:05,55 min              | 2:12,41 min              |
| 24    | Matteo Piazza ( Schweiz)                       | 1:07,78 min              | 1:05,00 min              | 2:12,78 min              |
| 25    | Saku Ahu ( Finnland)                           | 1:08,37 min              | 1:04,92 min              | 2:13,29 min              |
| 26    | Charles Rankin ( Vereinigtes Königreich)       | 1:08,36 min              | 1:05,32 min              | 2:13,68 min              |
| 27    | Jan Rechtenberg ( Tschechien)                  | 1:08,47 min              | 1:05,71 min              | 2:14,18 min              |
| 28    | Nicolo Moretto ( Italien)                      | 1:08,83 min              | 1:05,42 min              | 2:14,25 min              |
| 29    | Rokas Zaveckas ( Litauen)                      | 1:09,28 min              | 1:06,40 min              | 2:15,68 min              |
| 30    | Juri Staffler ( Italien)                       | 1:09,20 min              | 1:06,51 min              | 2:15,71 min              |
| 31    | Samuel Todd-Saunders ( Vereinigtes Königreich) | 1:08,93 min              | 1:07,11 min              | 2:16,04 min              |
| 32    | Aleix Linse ( Niederlande)                     | 1:09,99 min              | 1:08,27 min              | 2:18,26 min              |
| 33    | Thomas Cherry ( Vereinigtes Königreich)        | 1:11,12 min              | 1:08,15 min              | 2:19,27 min              |
| 34    | Matthieu Avent ( Vereinigtes Königreich)       | 1:11,74 min              | 1:07,86 min              | 2:19,60 min              |
| 35    | Alfred Wenk ( Australien)                      | 1:15,18 min              | 1:12,94 min              | 2:28,12 min              |
| 36    | Yohan Goutt Goncalves ( Osttimor)              | 1:16,71 min              | 1:13,85 min              | 2:30,56 min              |
| 37    | Mikhail Verozub ( Kroatien)                    | 1:24,65 min              | 1:22,06 min              | 2:46,71 min              |
| -     | Jan Jakubco ( Slowakei)                        | 1:11,17 min              | ausgeschieden im 2. Lauf | ausgeschieden im 2. Lauf |
| -     | Robin Thuerig ( Schweiz)                       | 1:09,24 min              | ausgeschieden im 2. Lauf | ausgeschieden im 2. Lauf |
| -     | Dino Tanghetti ( Italien)                      | 1:07,24 min              | ausgeschieden im 2. Lauf | ausgeschieden im 2. Lauf |
| -     | Alessandro Salini ( Italien)                   | 1:06,33 min              | ausgeschieden im 2. Lauf | ausgeschieden im 2. Lauf |
| -     | Sebastiano Scuri ( Italien)                    | 1:06,41 min              | ausgeschieden im 2. Lauf | ausgeschieden im 2. Lauf |
| -     | Martin Talacci ( Italien)                      | 1:05,69 min              | ausgeschieden im 2. Lauf | ausgeschieden im 2. Lauf |
| -     | Nathan Breese ( Vereinigtes Königreich)        | ausgeschieden im 1. Lauf | ausgeschieden im 1. Lauf | ausgeschieden im 1. Lauf |
| -     | Giacomo Bertini ( Italien)                     | ausgeschieden im 1. Lauf | ausgeschieden im 1. Lauf | ausgeschieden im 1. Lauf |
| -     | Angus Wills ( Vereinigtes Königreich)          | ausgeschieden im 1. Lauf | ausgeschieden im 1. Lauf | ausgeschieden im 1. Lauf |
| -     | Alberto Chiappa ( Italien)                     | ausgeschieden im 1. Lauf | ausgeschieden im 1. Lauf | ausgeschieden im 1. Lauf |
| -     | Niklas Jarvikare ( Finnland)                   | ausgeschieden im 1. Lauf | ausgeschieden im 1. Lauf | ausgeschieden im 1. Lauf |
| -     | Adrien Masson ( Frankreich)                    | ausgeschieden im 1. Lauf | ausgeschieden im 1. Lauf | ausgeschieden im 1. Lauf |

## Ergebnisse der Landesjuniorenmeisterschaft

### Slalom der Frauen
| Platz | Name                                       | Zeit 1. Lauf             | Zeit 2. Lauf             | Zeit gesamt              |
| ----- | ------------------------------------------ | ------------------------ | ------------------------ | ------------------------ |
| 01    | Carolina Pozzi ( Italien)                  | 0:47,25 min              | 0:48,02 min              | 1:35,27 min              |
| 02    | Veronica Olivieri ( Italien)               | 0:47,69 min              | 0:47,68 min              | 1:35,37 min              |
| 03    | Jessica Anderson ( Vereinigtes Königreich) | 0:47,55 min              | 0:48,55 min              | 1:36,10 min              |
| 04    | Zali Offord ( Australien)                  | 0:48,82 min              | 0:48,80 min              | 1:37,62 min              |
| 05    | Valentina Mayr ( Österreich)               | 0:48,55 min              | 0:49,29 min              | 1:37,84 min              |
| 06    | Barbara Begnis ( Italien)                  | 0:48,88 min              | 0:48,97 min              | 1:37,85 min              |
| 07    | Giulia Ghislandi ( Italien)                | 0:49,35 min              | 0:48,57 min              | 1:37,92 min              |
| 08    | Zuzana Jakubcova ( Slowakei)               | 0:49,24 min              | 0:49,10 min              | 1:38,34 min              |
| 09    | Lisa Rodari ( Italien)                     | 0:49,08 min              | 0:49,30 min              | 1:38,38 min              |
| 10    | Erika Bonati ( Italien)                    | 0:49,78 min              | 0:48,89 min              | 1:38,67 min              |
| 11    | Sabrina Gualdi ( Italien)                  | 0:50,48 min              | 0:48,58 min              | 1:39,06 min              |
| 12    | Sofia Furli ( Italien)                     | 0:50,03 min              | 0:49,45 min              | 1:39,48 min              |
| 13    | Olivia Ward ( Vereinigtes Königreich)      | 0:50,82 min              | 0:49,37 min              | 1:40,19 min              |
| 14    | Jenny Meraldi ( Italien)                   | 0:49,99 min              | 0:50,48 min              | 1:40,47 min              |
| 15    | Viola Sertorelli ( Italien)                | 0:50,37 min              | 0:50,23 min              | 1:40,60 min              |
| 16    | Anna Enholm ( Finnland)                    | 0:52,48 min              | 0:50,30 min              | 1:42,78 min              |
| 17    | Nicole Omassi ( Italien)                   | 0:51,99 min              | 0:51,00 min              | 1:42,99 min              |
| 18    | Benedetta Sosio ( Italien)                 | 0:51,87 min              | 0:54,34 min              | 1:43,21 min              |
| 19    | Lise Anette Vaher ( Estland)               | 0:52,85 min              | 0:51,60 min              | 1:44,45 min              |
| -     | Marika Mascherona ( Italien)               | 0:47,31 min              | ausgeschieden im 2. Lauf | ausgeschieden im 2. Lauf |
| -     | Sarah Woodward ( Vereinigtes Königreich)   | 0:48,22 min              | ausgeschieden im 2. Lauf | ausgeschieden im 2. Lauf |
| -     | Costanza Carozzi ( Italien)                | ausgeschieden im 1. Lauf | ausgeschieden im 1. Lauf | ausgeschieden im 1. Lauf |

### Slalom der Männer
| Platz | Name                                           | Zeit 1. Lauf               | Zeit 2. Lauf               | Zeit gesamt                |
| ----- | ---------------------------------------------- | -------------------------- | -------------------------- | -------------------------- |
| 01    | Seigo Katō ( Japan)                            | 0:44,82 min                | 0:45,00 min                | 1:29,74 min                |
| 02    | Matteo Bendotti ( Italien)                     | 0:45,71 min                | 0:45,10 min                | 1:30,81 min                |
| 03    | Tormis Laine ( Estland)                        | 0:44,74 min                | 0:46,09 min                | 1:30,83 min                |
| 04    | Adrien Masson ( Frankreich)                    | 0:45,53 min                | 0:45,74 min                | 1:31,27 min                |
| 05    | Gonzalo Viou ( Spanien)                        | 0:46,51 min                | 0:44,98 min                | 1:31,49 min                |
| 06    | Benjamin Szollos ( Israel)                     | 0:45,88 min                | 0:45,83 min                | 1:31,71 min                |
| 07    | Alessandro Pizio ( Italien)                    | 0:45,80 min                | 0:46,01 min                | 1:31,81 min                |
| 08    | Alec Scott ( Australien)                       | 0:46,48 min                | 0:45,48 min                | 1:31,96 min                |
| 09    | Niklas Jarvikare ( Finnland)                   | 0:45,16 min                | 0:46,88 min                | 1:32,04 min                |
| 10    | Alessandro Salini ( Italien)                   | 0:46,45 min                | 0:45,92 min                | 1:32,37 min                |
| 11    | Dino Tanghetti ( Italien)                      | 0:47,34 min                | 0:45,59 min                | 1:32,93 min                |
| 12    | Sebastiano Scuri ( Italien)                    | 0:47,40 min                | 0:45,61 min                | 1:33,01 min                |
| 13    | Emir Lokmić ( Bosnien und Herzegowina)         | 0:46,60 min                | 0:46,51 min                | 1:33,11 min                |
| 14    | Sandro Waggenhauser ( Schweiz)                 | 0:48,26 min                | 0:45,08 min                | 1:33,34 min                |
| 15    | Mauro Salvi ( Italien)                         | 0:48,27 min                | 0:45,09 min                | 1:33,36 min                |
| 16    | Samuel Todd-Saunders ( Vereinigtes Königreich) | 0:47,64 min                | 0:45,88 min                | 1:33,52 min                |
| 17    | Rokas Zaveckas ( Litauen)                      | 0:47,75 min                | 0:46,21 min                | 1:33,96 min                |
| 18    | Andrej Drukarov ( Litauen)                     | 0:48,64 min                | 0:45,40 min                | 1:34,04 min                |
| 19    | Jan Rechtenberg ( Tschechien)                  | 0:47,68 min                | 0:46,38 min                | 1:34,06 min                |
| 20    | Angus Wills ( Vereinigtes Königreich)          | 0:48,11 min                | 0:46,01 min                | 1:34,12 min                |
| 21    | Alberto Noris ( Italien)                       | 0:48,17 min                | 0:46,03 min                | 1:34,20 min                |
| 22    | Matteo Piazza ( Schweiz)                       | 0:47,97 min                | 0:46,25 min                | 1:34,22 min                |
| 23    | Jan Jakubco ( Slowakei)                        | 0:47,37 min                | 0:46,94 min                | 1:34,31 min                |
| 24    | Nicola Moretti ( Italien)                      | 0:47,80 min                | 0:47,30 min                | 1:35,10 min                |
| 25    | Giorgio Princiotta ( Italien)                  | 0:58,86 min                | 0:47,39 min                | 1:36,25 min                |
| 26    | Robin Thuerig ( Schweiz)                       | 0:48,87 min                | 0:47,63 min                | 1:36,50 min                |
| 27    | Enric Parellada ( Spanien)                     | 0:50,27 min                | 0:47,96 min                | 1:36,23 min                |
| 28    | Yohan Goutt Goncalves ( Osttimor)              | 0:52,18 min                | 0:54,09 min                | 1:46,27 min                |
| -     | Nicolo Moretto ( Italien)                      | 0:48,89 min                | ausgeschieden im 2. Lauf   | ausgeschieden im 2. Lauf   |
| -     | Simone da Prada ( Italien)                     | 0:48,13 min                | ausgeschieden im 2. Lauf   | ausgeschieden im 2. Lauf   |
| -     | Giacomo Bertini ( Italien)                     | 0:49,20 min                | ausgeschieden im 2. Lauf   | ausgeschieden im 2. Lauf   |
| -     | Paolo Gatta ( Italien)                         | 0:48,79 min                | ausgeschieden im 2. Lauf   | ausgeschieden im 2. Lauf   |
| -     | Tommaso Canclini ( Italien)                    | 0:46,67 min                | ausgeschieden im 2. Lauf   | ausgeschieden im 2. Lauf   |
| -     | Ibai Linacisoro ( Spanien)                     | 0:46,55 min                | ausgeschieden im 2. Lauf   | ausgeschieden im 2. Lauf   |
| -     | Robert Trebilcock ( Vereinigtes Königreich)    | 0:47,64 min                | ausgeschieden im 2. Lauf   | ausgeschieden im 2. Lauf   |
| -     | Saku Aho ( Finnland)                           | 0:46,52 min                | ausgeschieden im 2. Lauf   | ausgeschieden im 2. Lauf   |
| -     | Miikka Mankinen ( Finnland)                    | 0:46,01 min                | ausgeschieden im 2. Lauf   | ausgeschieden im 2. Lauf   |
| -     | Albino Cantoni ( Italien)                      | 0:49,17 min                | nicht gestartet im 2. Lauf | nicht gestartet im 2. Lauf |
| -     | Alfred Wenk ( Australien)                      | ausgeschieden im 1. Lauf   | ausgeschieden im 1. Lauf   | ausgeschieden im 1. Lauf   |
| -     | Aleix Linse ( Niederlande)                     | ausgeschieden im 1. Lauf   | ausgeschieden im 1. Lauf   | ausgeschieden im 1. Lauf   |
| -     | Nathan Breese ( Vereinigtes Königreich)        | ausgeschieden im 1. Lauf   | ausgeschieden im 1. Lauf   | ausgeschieden im 1. Lauf   |
| -     | Charles Rankin ( Vereinigtes Königreich)       | ausgeschieden im 1. Lauf   | ausgeschieden im 1. Lauf   | ausgeschieden im 1. Lauf   |
| -     | Mathieu Avent ( Vereinigtes Königreich)        | ausgeschieden im 1. Lauf   | ausgeschieden im 1. Lauf   | ausgeschieden im 1. Lauf   |
| -     | Federico Gurini ( Italien)                     | ausgeschieden im 1. Lauf   | ausgeschieden im 1. Lauf   | ausgeschieden im 1. Lauf   |
| -     | Luca Ruschetta ( Italien)                      | ausgeschieden im 1. Lauf   | ausgeschieden im 1. Lauf   | ausgeschieden im 1. Lauf   |
| -     | Nicolo Rodigari ( Italien)                     | ausgeschieden im 1. Lauf   | ausgeschieden im 1. Lauf   | ausgeschieden im 1. Lauf   |
| -     | Juri Staffler ( Italien)                       | ausgeschieden im 1. Lauf   | ausgeschieden im 1. Lauf   | ausgeschieden im 1. Lauf   |
| -     | Thomas Cherry ( Italien)                       | disqualifiziert im 1. Lauf | disqualifiziert im 1. Lauf | disqualifiziert im 1. Lauf |
| -     | Filippo Della Vite ( Italien)                  | disqualifiziert im 1. Lauf | disqualifiziert im 1. Lauf | disqualifiziert im 1. Lauf |
| -     | Henrik Jarvikare ( Finnland)                   | nicht gestartet            | nicht gestartet            | nicht gestartet            |
| -     | Teddy Takki ( Finnland)                        | nicht gestartet            | nicht gestartet            | nicht gestartet            |

### Riesenslalom der Frauen
| Platz | Name                                       | Zeit 1. Lauf             | Zeit 2. Lauf             | Zeit gesamt              |
| ----- | ------------------------------------------ | ------------------------ | ------------------------ | ------------------------ |
| 01    | Julia Eder ( Österreich)                   | 1:05,07 min              | 1:07,36 min              | 2:12,43 min              |
| 02    | Valentina Mayr ( Österreich)               | 1:06,43 min              | 1:07,28 min              | 2:13,71 min              |
| 03    | Jessica Anderson ( Vereinigtes Königreich) | 1:06,14 min              | 1:07,71 min              | 2:13,85 min              |
| 04    | Marika Mascherona ( Italien)               | 1:05,99 min              | 1:07,88 min              | 2:13,87 min              |
| 05    | Veronica Olivieri ( Italien)               | 1:06,30 min              | 1:08,01 min              | 2:14,31 min              |
| 06    | Lisa Rodari ( Italien)                     | 1:06,72 min              | 1:08,61 min              | 2:15,33 min              |
| 07    | Jenny Meraldi ( Italien)                   | 1:07,28 min              | 1:08,92 min              | 2:16,20 min              |
| 08    | Giulia Ghislandi ( Italien)                | 1:07,74 min              | 1:08,75 min              | 2:16,49 min              |
| 09    | Sabrina Gualdi ( Italien)                  | 1:07,67 min              | 1:08,90 min              | 2:16,57 min              |
| 10    | Sarah Woodward ( Italien)                  | 1:09,02 min              | 1:08,25 min              | 2:17,27 min              |
| 11    | Nicole Piller ( Vereinigtes Königreich)    | 1:08,90 min              | 1:09,42 min              | 2:18,32 min              |
| 12    | Viola Sertorelli ( Italien)                | 1:08,36 min              | 1:10,66 min              | 2:19,02 min              |
| 13    | Olivia Ward ( Italien)                     | 1:09,48 min              | 1:10,63 min              | 2:20,11 min              |
| 14    | Barbara Begnis ( Vereinigtes Königreich)   | 1:10,94 min              | 1:11,05 min              | 2:21,99 min              |
| 15    | Erika Bonati ( Italien)                    | 1:11,81 min              | 1:12,65 min              | 2:24,46 min              |
| 16    | Nicole Omassi ( Italien)                   | 1:11,59 min              | 1:12,90 min              | 2:24,49 min              |
| 17    | Lise Anette Vaher ( Estland)               | 1:13,13 min              | 1:13,09 min              | 2:26,22 min              |
| -     | Melissa Rodigari ( Italien)                | 1:12,54 min              | ausgeschieden im 2. Lauf | ausgeschieden im 2. Lauf |
| -     | Sofia Furli ( Italien)                     | ausgeschieden im 1. Lauf | ausgeschieden im 1. Lauf | ausgeschieden im 1. Lauf |
| -     | Vittoria Villa ( Italien)                  | ausgeschieden im 1. Lauf | ausgeschieden im 1. Lauf | ausgeschieden im 1. Lauf |
| -     | Zali Offord ( Australien)                  | ausgeschieden im 1. Lauf | ausgeschieden im 1. Lauf | ausgeschieden im 1. Lauf |
| -     | Anna Enholm ( Finnland)                    | nicht gestartet          | nicht gestartet          | nicht gestartet          |
| -     | Francesca Mercaldo ( Italien)              | nicht gestartet          | nicht gestartet          | nicht gestartet          |
| -     | Zuzana Jakubcova ( Slowakei)               | nicht gestartet          | nicht gestartet          | nicht gestartet          |

### Riesenslalom der Männer
| Platz | Name                                           | Zeit 1. Lauf             | Zeit 2. Lauf               | Zeit gesamt                |
| ----- | ---------------------------------------------- | ------------------------ | -------------------------- | -------------------------- |
| 01    | Tormis Laine ( Estland)                        | 1:03,35 min              | 1:05,70 min                | 2:09,05 min                |
| 02    | Matteo Bendotti ( Italien)                     | 1:03,12 min              | 1:06,09 min                | 2:09,21 min                |
| 03    | Ibai Linacisoro ( Spanien)                     | 1:03,40 min              | 1:05,93 min                | 2:09,33 min                |
| 04    | Martin Talacci ( Italien)                      | 1:03,76 min              | 1:05,95 min                | 2:09,71 min                |
| 05    | Adrien Masson ( Frankreich)                    | 1:04,57 min              | 1:05,18 min                | 2:09,75 min                |
| 06    | Emir Lokmić ( Bosnien und Herzegowina)         | 1:03,57 min              | 1:06,31 min                | 2:09,88 min                |
| 07    | Gonzalo Viou ( Spanien)                        | 1:03,51 min              | 1:06,57 min                | 2:10,08 min                |
| 08    | Enric Parellada ( Spanien)                     | 1:04,49 min              | 1:05,69 min                | 2:10,18 min                |
| 08    | Albino Cantoni ( Italien)                      | 1:4,28 min               | 1:05,90 min                | 2:10,18 min                |
| 10    | Alessandro Pozzi ( Italien)                    | 1:04,52 min              | 1:05,97 min                | 2:10,49 min                |
| 11    | Benjamin Szollos ( Israel)                     | 1:04,86 min              | 1:05,74 min                | 2:10,60 min                |
| 11    | Niklas Jarvikare ( Finnland)                   | 1:04,38 min              | 1:06,22 min                | 2:10,60 min                |
| 13    | Filippo Della Vite ( Italien)                  | 1:03,90 min              | 1:06,71 min                | 2:10,61 min                |
| 14    | Andrej Drukarov ( Litauen)                     | 1:04,28 min              | 1:06,36 min                | 2:10,64 min                |
| 15    | Marco Furli ( Italien)                         | 1:04,39 min              | 1:06,35 min                | 2:10,74 min                |
| 16    | Alberto Chiappa ( Italien)                     | 1:04,56 min              | 1:06,30 min                | 2:10,86 min                |
| 17    | Nicola Moretti ( Italien)                      | 1:04,75 min              | 1:06,29 min                | 2:11,04 min                |
| 18    | Giorgio Princicotta ( Italien)                 | 1:05,21 min              | 1:05,93 min                | 2:11,14 min                |
| 19    | Mikka Mankinen ( Finnland)                     | 1:04,58 min              | 1:06,78 min                | 2:11,36 min                |
| 20    | Sebastiano Scuri ( Italien)                    | 1:04,73 min              | 1:06,81 min                | 2:11,54 min                |
| 21    | Federico Gurini ( Italien)                     | 1:05,30 min              | 1:06,35 min                | 2:11,65 min                |
| 22    | Dino Tanghetti ( Italien)                      | 1:05,45 min              | 1:06,65 min                | 2:12,10 min                |
| 23    | Jan Rechtenberg ( Tschechien)                  | 1:05,28 min              | 1:06,87 min                | 2:12,15 min                |
| 24    | Saku Ahu ( Finnland)                           | 1:05,04 min              | 1:07,14 min                | 2:12,18 min                |
| 24    | Alessandro Salini ( Italien)                   | 1:06,26 min              | 1:05,92 min                | 2:12,18 min                |
| 26    | Nicolo Moretto ( Italien)                      | 1:05,97 min              | 1:07,10 min                | 2:13,07 min                |
| 27    | Juri Staffler ( Italien)                       | 1:05,75 min              | 1:07,35 min                | 2:13,10 min                |
| 28    | Angus Wills ( Vereinigtes Königreich)          | 1:06,30 min              | 1:08,44 min                | 2:14,74 min                |
| 29    | Rokas Zaveckas ( Litauen)                      | 1:07,24 min              | 1:08,30 min                | 2:15,54 min                |
| 30    | Tomas Cherry ( Vereinigtes Königreich)         | 1:08,04 min              | 1:09,66 min                | 2:17,72 min                |
| 31    | Aleix Linse ( Niederlande)                     | 1:08,29 min              | 1:09,89 min                | 2:18,18 min                |
| 32    | Mathieu Avent ( Vereinigtes Königreich)        | 1:08,84 min              | 1:10,56 min                | 2:19,40 min                |
| 33    | Alfred Wenk ( Australien)                      | 1:13,31 min              | 1:13,82 min                | 2:27,13 min                |
| 34    | Yohan Goutt Goncalves ( Osttimor)              | 1:14,05 min              | 1:15,07 min                | 2:29,12 min                |
| 35    | Mikhail Verozub ( Kroatien)                    | 1:19,66 min              | 1:22,38 min                | 2:42,04 min                |
| -     | Robin Thuerig ( Schweiz)                       | 1:06,98 min              | ausgeschieden im 2. Lauf   | ausgeschieden im 2. Lauf   |
| -     | Samuel Todd-Saunders ( Vereinigtes Königreich) | 1:06,91 min              | ausgeschieden im 2. Lauf   | ausgeschieden im 2. Lauf   |
| -     | Sandro Wiggenhauser ( Schweiz)                 | 1:04,89 min              | ausgeschieden im 2. Lauf   | ausgeschieden im 2. Lauf   |
| -     | Tommaso Canclini ( Italien)                    | 1:04,22 min              | ausgeschieden im 2. Lauf   | ausgeschieden im 2. Lauf   |
| -     | Pietro Zazzi ( Italien)                        | 1:04,98 min              | nicht gestartet im 2. Lauf | nicht gestartet im 2. Lauf |
| -     | Charles Rankin ( Vereinigtes Königreich)       | ausgeschieden im 1. Lauf | ausgeschieden im 1. Lauf   | ausgeschieden im 1. Lauf   |
| -     | Nathan Breese ( Vereinigtes Königreich)        | ausgeschieden im 1. Lauf | ausgeschieden im 1. Lauf   | ausgeschieden im 1. Lauf   |
| -     | Giacomo Bertini ( Italien)                     | ausgeschieden im 1. Lauf | ausgeschieden im 1. Lauf   | ausgeschieden im 1. Lauf   |
| -     | Simone da Prada ( Italien)                     | ausgeschieden im 1. Lauf | ausgeschieden im 1. Lauf   | ausgeschieden im 1. Lauf   |
| -     | Matteo Piazza ( Schweiz)                       | ausgeschieden im 1. Lauf | ausgeschieden im 1. Lauf   | ausgeschieden im 1. Lauf   |
| -     | Alessandro Pizio ( Italien)                    | ausgeschieden im 1. Lauf | ausgeschieden im 1. Lauf   | ausgeschieden im 1. Lauf   |
| -     | Jan Jakubco ( Slowakei)                        | nicht gestartet          | nicht gestartet            | nicht gestartet            |
| -     | Alec Scott ( Australien)                       | nicht gestartet          | nicht gestartet            | nicht gestartet            |
| -     | Seigo Katō ( Japan)                            | nicht gestartet          | nicht gestartet            | nicht gestartet            |